# 白山駅 (東京都)

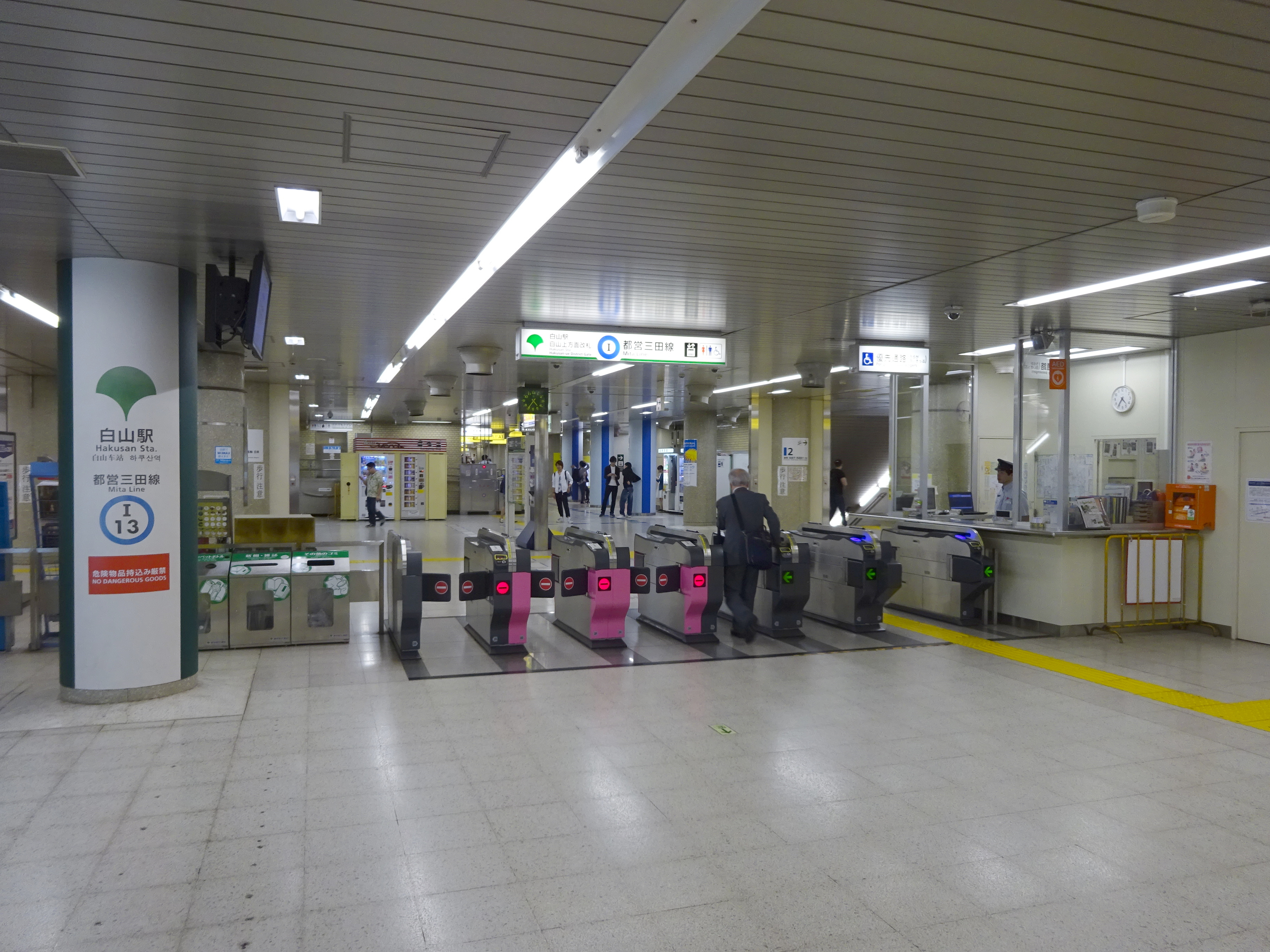
白山上方面改札口（2016年6月2日）

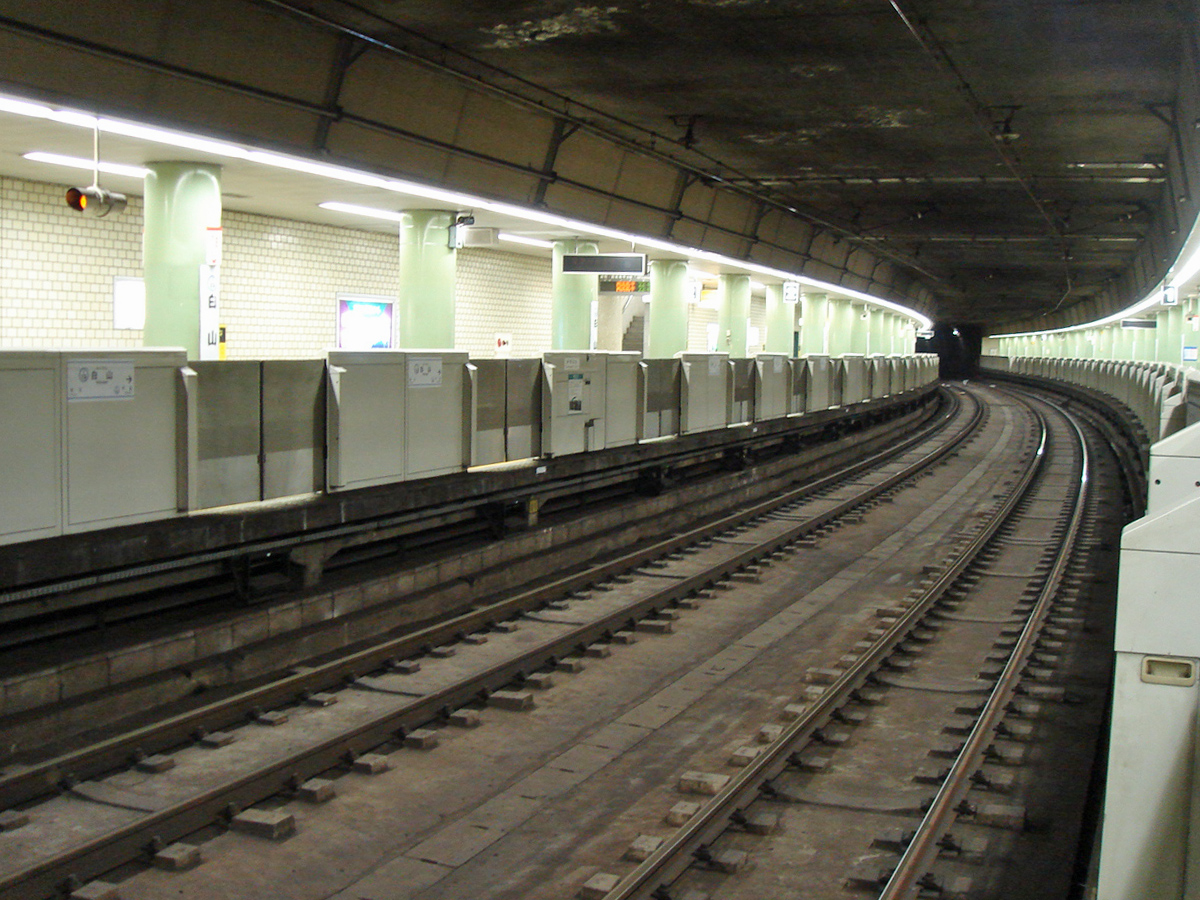
構内（2006年5月6日）

白山駅（はくさんえき）は、東京都文京区白山五丁目にある、東京都交通局（都営地下鉄）三田線の駅である。駅番号はI 13。
ホームにある駅名標の下には「東洋大学前」と表示されているが、正式な副駅名の扱いではなく、路線図などには記載されていない。

## 歴史
- 1972年（昭和47年）6月30日：都営6号線の駅として開業。開業前の仮称は、旧地名の「指谷町」（さすがやちょう）だった[2]
- 1978年（昭和53年）7月1日：都営6号線を三田線に改称[3]。
- 2007年（平成19年）3月18日：ICカード「PASMO」の利用が可能となる[4]。

## 駅構造
2面2線の相対式ホームを持つ地下駅。用地の関係からホームは半径500 mの曲線上に位置する。駅の北側は大断面のシールドトンネル（白山シールド）で、使用するシールド機外径（10.72 m）を小さくするため軌道間隔を狭くしており、南北行線間に支柱がない。
当駅を含む指ヶ谷工区（延長876.650 m）は、白石基礎（現・オリエンタル白石）が請け負ったもので、計画時点では開削工法での建設を予定していた。しかし、着工後に当駅の高島平寄りは地質が悪く、地下水が多いことが判明したことから、ケーソン工法（延長34.15 m、沈下深度21 m）に変更して施工した。
旧白山通りの薬師坂のほぼ真下に駅がある。改札は春日寄りの出入口A1側と千石寄りのA2・A3側の2ヶ所に設置されており、それぞれ坂の下部と上部方面に位置することから、改札内の案内標では地域の呼び名に合わせて「白山下」・「白山上」と表記されている。改札外コンコースは直接繋がっておらず、一度地上に出ないと行き来することはできない。
バリアフリー設備としてホームと改札内コンコースを結ぶエレベーター2基とA3出入口側に地上と連絡するエレベーターが設置されている。改札内にスロープを備えただれでもトイレ（多機能トイレ）が設置されている。
他にエスカレーターが、各ホームにホーム→改札内コンコース方向のみ運転が2機ずつ、A3出入口改札階→踊り場方向のみ運転が1機設置されている。

### のりば
| 番線 | 路線       | 行先              |
| ---- | ---------- | ----------------- |
| 1    | 都営三田線 | 目黒・ 東急線方面 |
| 2    | 都営三田線 | 西高島平方面      |

（出典：都営地下鉄:駅構内図）

### 駅構内
かつては改札の内外に一つずつ売店があったが、改札外の物は2002年頃に閉鎖、改札内のものも2009年2月に閉鎖し、そのスペースは軽食類の自動販売機が設置されている。
改札内にあった倉庫を有効活用する目的でテナントを募集して、これに板橋区に本店のある不動産業者が落札して不動産仲介店舗を設置していたが、2013年3月31日を以て閉店した。その後その場所に2014年4月30日、ミニストップ白山駅店が開店。駅構内の売店が5年ぶりに復活したが、その後閉店した。現在その場所は週替わりで和菓子、洋菓子、雑貨など様々な商品を販売する期間限定ショップとして使用されている。

## 利用状況
2023年（令和5年）度の1日平均乗降人員は45,428人（乗車人員：22,853人、降車人員：22,575人）である。
1996年に近隣に南北線の本駒込駅が開業した影響などで、1990年代半ば以降は乗降人数は減少傾向にあった。2000年代半ばからは東洋大学の都心回帰や、周辺地域のマンション開発が進んだことなどで乗降人数は増加に転じている。
近年の1日平均乗降・乗車人員推移は下表の通り。

### 年度別1日平均乗降・乗車人員（1972年 - 2000年）
| 年度               | 1日平均 乗降人員 | 1日平均 乗車人員 | 出典     |
| ------------------ | ---------------- | ---------------- | -------- |
| 1972年（昭和47年） |                  | 10,818           | [ * 1 ]  |
| 1973年（昭和48年） |                  | 16,167           | [ * 2 ]  |
| 1974年（昭和49年） | 40,432           | 20,375           | [ * 3 ]  |
| 1975年（昭和50年） | 42,585           | 21,196           | [ * 4 ]  |
| 1976年（昭和51年） | 45,955           | 22,978           | [ * 5 ]  |
| 1977年（昭和52年） | 46,419           | 23,311           | [ * 6 ]  |
| 1978年（昭和53年） | 44,417           | 22,285           | [ * 7 ]  |
| 1979年（昭和54年） | 41,923           | 20,904           | [ * 8 ]  |
| 1980年（昭和55年） | 42,822           | 21,613           | [ * 9 ]  |
| 1981年（昭和56年） | 41,523           | 20,884           | [ * 10 ] |
| 1982年（昭和57年） | 41,307           | 20,791           | [ * 11 ] |
| 1983年（昭和58年） | 41,821           | 20,923           | [ * 12 ] |
| 1984年（昭和59年） | 42,702           | 21,268           | [ * 13 ] |
| 1985年（昭和60年） | 42,783           | 21,280           | [ * 14 ] |
| 1986年（昭和61年） | 41,911           | 20,956           | [ * 15 ] |
| 1987年（昭和62年） | 42,801           | 21,318           | [ * 16 ] |
| 1988年（昭和63年） | 44,629           | 22,134           | [ * 17 ] |
| 1989年（平成元年） | 45,264           | 22,520           | [ * 18 ] |
| 1990年（平成02年） | 46,174           | 22,936           | [ * 19 ] |
| 1991年（平成03年） | 47,136           | 23,307           | [ * 20 ] |
| 1992年（平成04年） | 47,512           | 23,515           | [ * 21 ] |
| 1993年（平成05年） | 47,752           | 23,607           | [ * 22 ] |
| 1994年（平成06年） | 47,476           | 23,479           | [ * 23 ] |
| 1995年（平成07年） |                  | 22,751           | [ * 24 ] |
| 1996年（平成08年） | 41,461           | 19,926           | [ * 25 ] |
| 1997年（平成09年） | 38,569           | 18,663           | [ * 26 ] |
| 1998年（平成10年） | 36,469           | 17,924           | [ * 27 ] |
| 1999年（平成11年） | 33,103           | 16,346           | [ * 28 ] |

### 年度別1日平均乗降・乗車人員（2001年以降）
| 年度               | 1日平均 乗降人員 | 1日平均 乗車人員 | 出典     | 出典       |
| 年度               | 1日平均 乗降人員 | 1日平均 乗車人員 | 東京都   | 交通局     |
| ------------------ | ---------------- | ---------------- | -------- | ---------- |
| 2000年（平成12年） | 31,632           | 15,791           | [ * 29 ] |            |
| 2001年（平成13年） |                  | 15,811           | [ * 30 ] |            |
| 2002年（平成14年） | 31,333           | 15,792           | [ * 31 ] |            |
| 2003年（平成15年） | 30,691           | 15,555           | [ * 32 ] |            |
| 2004年（平成16年） | 30,872           | 15,690           | [ * 33 ] |            |
| 2005年（平成17年） | 36,114           | 18,444           | [ * 34 ] |            |
| 2006年（平成18年） | 36,648           | 18,693           | [ * 35 ] |            |
| 2007年（平成19年） | 39,114           | 19,839           | [ * 36 ] |            |
| 2008年（平成20年） | 41,633           | 21,091           | [ * 37 ] |            |
| 2009年（平成21年） | 45,163           | 22,827           | [ * 38 ] |            |
| 2010年（平成22年） | 46,432           | 23,444           | [ * 39 ] |            |
| 2011年（平成23年） | 45,233           | 22,904           | [ * 40 ] |            |
| 2012年（平成24年） | 46,668           | 22,840           | [ * 41 ] |            |
| 2013年（平成25年） | 47,689           | 24,044           | [ * 42 ] |            |
| 2014年（平成26年） | 47,278           | 23,792           | [ * 43 ] |            |
| 2015年（平成27年） | 49,604           | 24,936           | [ * 44 ] |            |
| 2016年（平成28年） | 50,434           | 25,336           | [ * 45 ] |            |
| 2017年（平成29年） | 51,263           | 25,744           | [ * 46 ] |            |
| 2018年（平成30年） | 51,351           | 25,788           | [ * 47 ] | [ 都交 2 ] |
| 2019年（令和元年） | 51,183           | 25,701           | [ * 48 ] | [ 都交 3 ] |
| 2020年（令和02年） | 25,012           | 12,574           |          | [ 都交 4 ] |
| 2021年（令和03年） | 29,146           | 14,666           |          | [ 都交 5 ] |
| 2022年（令和04年） | 42,662           | 21,473           |          | [ 都交 6 ] |
| 2023年（令和05年） | 45,428           | 22,853           |          | [ 都交 1 ] |

## 駅周辺

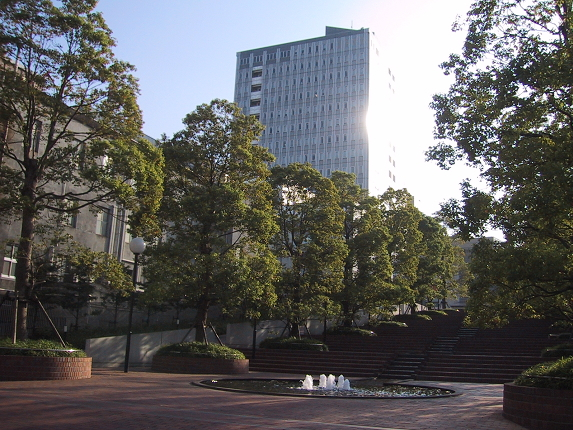
東洋大学白山キャンパス

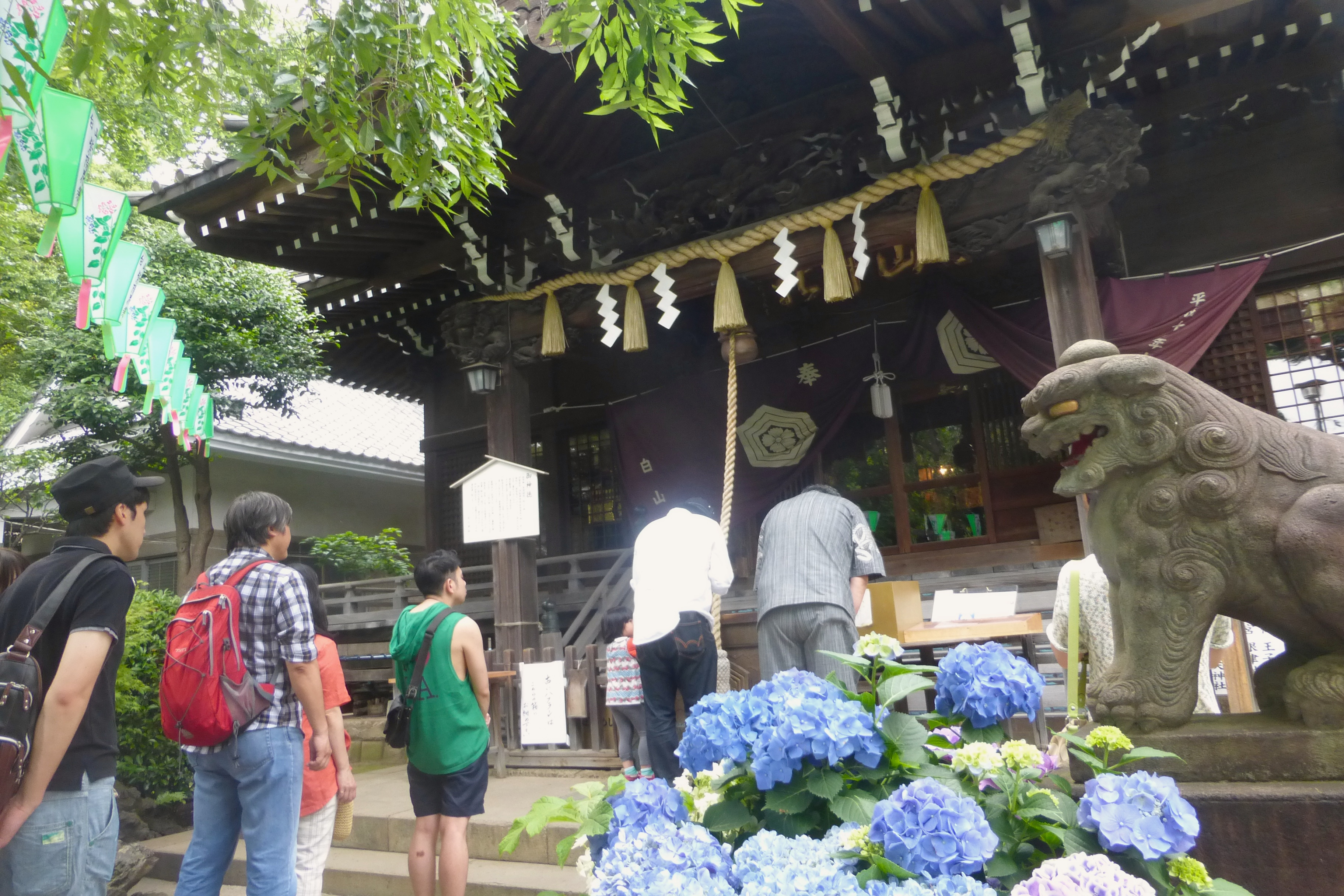
白山神社

東洋大学をはじめとした学校が多く、学生街となっている。ラッシュ時は主に学生で混雑する。A2・A3出入口はまだ坂の途中であるため、当駅から千石方面へ進む場合は、急な上り坂を歩かなければならない。

### 出入口
- A1 - 南側（春日駅側・白山下） セブン-イレブン文京白山駅前店 ほか
- A2 - 東側（旧白山通り向い側） 都立向丘高校 ほか
- A3 - 北側（千石駅側・白山上） 白山神社･東洋大学 ほか
  - 経路途中にエレベーター口（A3扱い）がある。
- 本駒込駅 - 東京メトロ南北線 連絡運輸なし。直線距離で約250 m。
- 白山通り（東京都道301号白山祝田田町線）
- 旧白山通り（国道17号）
- 白山神社 - 文京あじさいまつり（6月）
- 小石川植物園

### 教育機関
- 東洋大学白山キャンパス
- 東洋大学京北中学・高等学校
- 京華中学校・高等学校
- 京華女子中学校・高等学校
- 駒込中学校・高等学校
- 東京都立向丘高等学校
- 郁文館中学校・高等学校
- 郁文館グローバル高等学校
- 日本医科大学
- 文京学院大学

## バス路線
白山上
- 都営バス
  - 草63：浅草寿町行 / 池袋駅東口行・巣鴨駅前行

向丘二丁目
- 都営バス
  - 東43：荒川土手行 / 東京駅丸の内北口行
  - 茶51：駒込駅南口行 / 秋葉原駅前行・御茶ノ水駅前行

白山駅 / 白山下
- 日立自動車交通
  - Bーぐる（千駄木・駒込ルート） 白山駅→日本医大前→千駄木駅（団子坂下）→駒込病院・南北線駒込駅→千石駅→白山下→文京シビックセンター（春日駅前）方面

日本医大前方面へ向かう場合はA3出口より白山駅バス停から、文京シビックセンター方面へ向かう場合はA1出口より白山下バス停から乗車したほうが早く到着する。

## 隣の駅
東京都交通局（都営地下鉄）
 都営三田線
春日駅 (I 12) - 白山駅 (I 13) - 千石駅 (I 14)